# 5.ª Brigada de Infantería Ligera de la Krajina
La 5.ª Brigada de Infantería Ligera Kozara (Peta kozarska brigada) fue una formación militar con asiento de paz en Prijedor, que combatió en la guerra de Croacia como parte del Ejército Popular Yugoslavo (JNA) con la denominación de 5.ª Brigada Partisana y en la guerra de Bosnia como parte del Ejército de la Republika Spska (VRS) con la nueva denominación.
Antes de las Guerras Yugoslavas, la brigada existía como formación de las Fuerzas de Defensa Territoriales (TO) de Bosnia, siendo parte de la reserva del JNA. Fue movilizada en 1991 y puesta bajo el comando del 5.º Cuerpo (Banja Luka) del JNA, luego renombrado 1.er Cuerpo de la Krajina (1.K.K.) del VRS.
La brigada era la heredera de las tradiciones de la 5.ª Brigada de Asalto Kozara que estuvo activa durante la Segunda Guerra Mundial a órdenes de Josip Broz.

## Movilización

### Fuerzas de Defensa Territorial
La doctrina de Defensa Nacional Total o Integral procede de la experiencia en la Segunda Guerra Mundial, comprendía a las fuerzas de defensa local llamadas Defensa Territorial (Teritorijalna odbrana; TO). De esta doctrina derivaba una organización que era altamente descentralizada e independiente, habiendo desarrollado un sistema que permitía la continuidad de las operaciones en caso de que se interrumpiera la cadena de comando. Las unidades de la TO estaban organizadas y financiadas por los gobiernos de cada una de las repúblicas constituyentes. Sus dependencias eran de los municipios (Općina). La fracción prioritaria era la compañía. El personal estaba compuesto por reservistas previamente entrenados en el Ejército Popular Yugoslavo (Jugoslovenska narodna armija - JNA).
Las TO, en general, era una estructura militar distinta al JNA destinada a complementarlo en tiempos de guerra. Fue organizado a nivel municipal y regional bajo el control del gobierno de cada República. Dependían, en gran medida, del personal que se movilizaba localmente, armado predominantemente con armamento ligero. Las armas eran guardadas en depósitos diseminados por todas las repúblicas con sectores de entrenamiento próximos a los lugares de residencia.
La 5.° Brigada Kozara era una unidad de las TO de Bosnia y Herzegovina comprendida dentro de la estructura TO del municipio de Prijedor. El desarrollo, la participación y el control del TO en el área de la Krajina Bosnia fue complejo, especialmente como resultado de las múltiples movilizaciones que se convocaron desde 1991 en adelante, las operaciones en Croacia y el desarrollo situación en Bosnia y Herzegovina, en general. Ya en mayo de 1990, era evidente que la cuestión y el control del TO eran importantes, según lo indicado por una orden de Ejército Popular Yugoslavo de que las armas de TO fueran retiradas y almacenadas en sus arsenales y su distribución fuera controlada por el comando del distrito local de JNA. En las operaciones en Croacia, las unidades TO fueron movilizadas desde el área de Krajina y, de hecho, subordinadas al comando del Vto Cuerpo. Se emitieron instrucciones de esa gran unidad de batalla indicando que, donde existían unidades TO en el área de responsabilidad de las brigadas JNA, estas unidades debían estar subordinadas a estas brigadas.

### Ejecución de la movilización

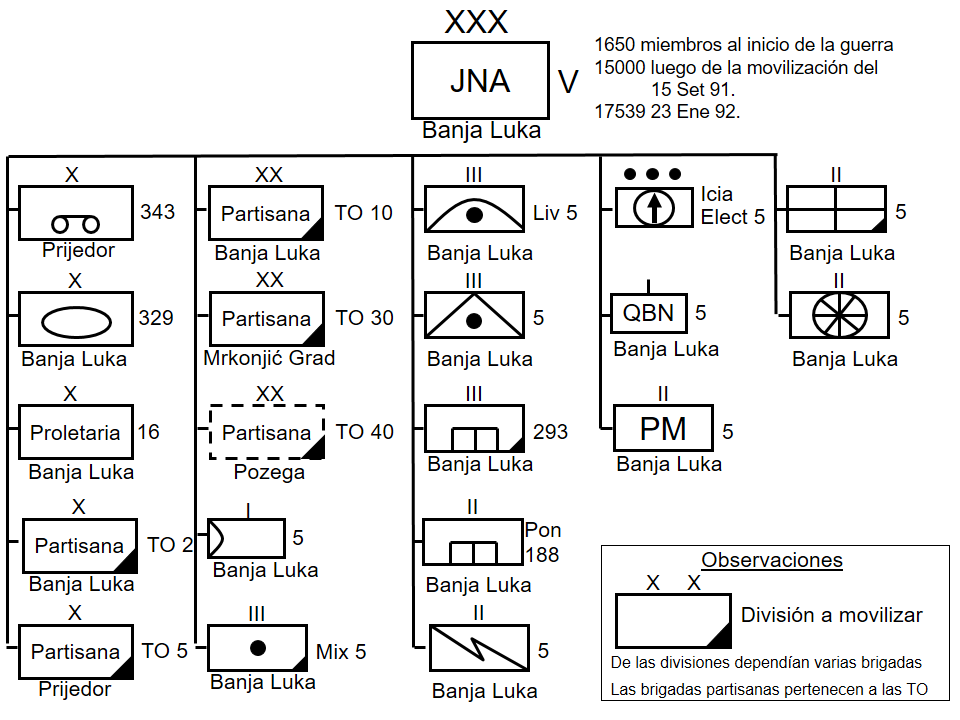
Organización del Vto Cuerpo del JNA antes de la Guerra de Croacia.

El 9 de julio de 1991, la brigada fue movilizada por orden del Comando de Zona de las TO. El punto de reunión fue Kozaruša (unos 5 km al este de Prijedor). El proceso duró tres días con una respuesta del 66 %. El 11, se estableció el Puesto Comando en la altura de Benkovac. El 12 la brigada fue desplegada según sigue:
- 1.er Batallón. En un descampado.
- 2.º Batallón. En el estadio.
- 3er Batallón en la escuela primaria de Turjak.

Cuatro días después el personal fue liberado.
El 18 de septiembre se llevó a cabo una nueva movilización de la brigada a los efectos de ser empleada en Eslavonia Occidental a órdenes de su comandante, coronel Pero Čolić. El puesto comando fue establecido en la aldea de Jaruge (10 km NE de Prijedor). Junto con la 5.ª Brigada Partisana fueron movilizados el Destacamento Mladen Stojanović, el Destacamento de Reconocimiento y Sabotaje y un cierto número de fracciones de comunidades y empresas locales, que estaban incluidas en la Orden de las TO del comando de Banja Luka.
La preparación para partir hacia Eslavonia Occidental fue hecha en circunstancias casi desesperadas. El material consistía en las armas portátiles obsoletas, sin un solo vehículo militar para terrenos difíciles o mal clima y condiciones de combate. Problemas particulares fueron causados por la cantidad insuficiente de personal. Antes de la guerra, los musulmanes, que eran la mitad de la población, se negaron a acatar la convocatoria y ser enviados a Croacia. Sin embargo, el despliegue inicial de septiembre y octubre no fue hecho solo por serbios ya que muchos croatas y musulmanes también se presentaron a la movilización movidos por las tradiciones yugoslavas, cercano a la proporción interétnica del municipio de Prijedor.
El 20 de septiembre de 1991 el 3.° Batallón de Podgradci fue asignado a la 343 Brigada Motorizada. El 29 de septiembre, los otros dos batallones se trasladaron a la aldea de Laminci, cerca de Bosanska Gradi8ka, donde se hicieron los preparativos para el cruce del río Sava. Después de la movilización, el Destacamento de Mladen Stojanović fue enviado al aeropuerto de Urije siendo tarea principal intervenir en el caso de un conflicto interétnico en el territorio de Prijedor.
El 7 de noviembre de 1991, la Asamblea Municipal votó por unanimidad la segunda movilización de la Brigada y su despliegue en Eslavonia Occidental. De acuerdo con la orden de movilización, aquellos que quisieran regresar al frente podrían aceptar ser movilizados. El resto fue declarado libre de regresar a su casa después de entregar sus equipos y armas. Esta solución facilitó la participación de muchos serbios en el reempleo de la unidad en Croacia, pero también permitió que muchos croatas y musulmanes disminuyan y, por lo tanto, contribuyó a un mayor distanciamiento entre serbios, croatas y musulmanes.
A medida que la situación en Bosnia y Herzegovina se deterioraba, la cuestión del control de la TO se volvió cada vez más importante. El 15 de abril de 1992, la Presidencia de la República Serbia de Bosnia y Herzegovina (RS) adoptó una decisión que anunciaba un estado de amenaza inminente de guerra y la movilización del TO en todo su territorio. Todos los reclutas estaban obligados a ponerse a disposición del personal municipal de TO en el territorio de Republika Srpska.

#### Objetivos estratégicos y la transformación formal de JNA en el VRS
Con el establecimiento del Ejército de la República Serbia de Bosnia y Herzegovina (VRS) anunciado en la 16.ª Sesión de la Asamblea del Pueblo Serbio en Bosnia y Herzegovina el 12 de mayo de 1992 en Banja Luka, se determinó que las unidades y el personal de TO existentes serían renombrados en comandos y unidades del nuevo VRS y se inició un proceso de integración total de las TO en un comando militar centralizado.
En la 16.ª Sesión de la Asamblea se adoptó decisiones sobre el establecimiento de un estado serbio separado en Bosnia y Herzegovina, el mapeo de los territorios que iban a ser sus objetivos y el establecimiento de una Presidencia y el gobierno de la República Serbia de Bosnia y Herzegovina. La sesión también adoptó una serie de decisiones sobre el establecimiento del VRS: el establecimiento oficial del Ejército; el cambio de nombre de las unidades y el personal de defensa territorial existentes en comandos y unidades del Ejército; el nombramiento del Teniente General Ratko Mladić como Comandante del Estado Mayor del ejército y el cambio de uniformes e insignias usados por miembros de la JNA y TO. Esto tuvo el efecto de renombrar y transformar formalmente las unidades JNA que permanecieron en Bosnia y Herzegovina y las unidades Serb TO en los comandos y unidades del VRS.
En términos de la transformación real, el VRS se formó a partir de los restos del antiguo JNA que permaneció en Bosnia y Herzegovina tras la retirada anunciada de todas las fuerzas del JNA en mayo de 1992. El VRS inicialmente consistía en cinco cuerpos y, en relación con el área de Krajina, el Vto Cuerpo JNA pasó a llamarse 1.er Cuerpo de la Krajina (1.KK). El Estado Mayor se formó a partir del núcleo del antiguo Distrito Militar JNA, se estableció como el cuartel general militar en la RS en Han Pijesak.

## Historial de guerra de la brigada

### 1991. Operaciones en Croacia
El 19 de septiembre de 1991, el 5.° Cuerpo del JNA (Banja Luka), recibió una directiva del 1.° Distrito Militar (Belgrado) para de las operaciones de combate en Croacia. La misma instruyó a varios cuerpos del JNA, con el apoyo de TO, para derrotar a las fuerzas croatas en Eslavonia Occidental y Oriental. Como resultado de esta orden, el  5.° Cuerpo determinó que algunas brigadas pasar al combate en Eslavonia Occidental, incluidos elementos de las Brigadas Motorizada 343 y Partisana 5.
El 21 de septiembre, el 3.° Batallón dejó Turjak para cruzar el río Sava junto con la Brigada Motorizada 343. El resto de la brigada se trasladó el 29 a Laminci en Bosanska Gradiška.
El 4 de octubre, el resto de la brigada cruzó el Sava y llegó a la aldea de Uskoci alojándose en casas abandonadas. Al día siguiente se desplazó a Bodegraji, próximo a Okučani. Dos días después, el 1.° Batallón fue transferido a la localidad de Roždanik, recién liberada. El 9, el batallón fue asignado a estar bajo el mando de la Brigada Proletaria 16, participando en la ocupación de la aldea de Stari Grabovac.
El 29 de octubre, la totalidad de la 5.° Brigada Partisana inició su repliegue al área de Prijedor para descansar. El Comando fue situado en Donja Dragotinja. Tal actividad se desarrolló en el momento en que los croatas lanzaban la Operación Orkan-91.
El 21 de noviembre, la brigada volvió a cruzar el Río Sava colocando su puesto comando en Bodegraji. El 1.° y 2.° Batallón fueron posicionados en la aldea de Lađevac.  El 23, junto con el 3.° Batallón de la 329.ª Brigada y el 1.° y 2.° Batallones ejecutó un ataque en la dirección Pivare - Visoka Greda - Roge. El 3.° Batallón permaneció en la aldea de Borevac como parte de la 343.ª Brigada.
El 27, el 1.° Batallón fue asignado a la 329. Brigada y permaneció dentro de la formación hasta el 2 de diciembre de 1991 en el sector de las aldeas Gorice y Medari.
El 3 de diciembre, la brigada fue redesplegada hacia el área de las aldeas Kraguj y Brusnik. El 1.° Batallón lo hizo en el área de las aldeas Dragović y Španovica como reserva. El segundo Batallón con un mortero de 120 mm, tres escalones de Defensa Territorial, a cargo de organizar la defensa en el sector de Dereza, Gaj, Bijelo Brdo (norte de Kusonje). El 3.° batallón con un mortero de 120 mm y misiles antiaéreos, junto con una sección de ingenieros, a cargo de organizar la defensa en las alturas de Čukur (altura-316 - este de Pakrac). El puesto comando fue colocado en los alrededores de Brusnik.
Del 6 al 10 de diciembre, los fuertes ataques croatas, la actitud adversa de los habitantes de Dereza y la huida de la población, bajaron la moral de los soldados del 2.° Batallón que abandonaron sus posiciones en Dereza el 9 de diciembre de 1991 y desertaron.
En la tarde del 23 de diciembre, la 5.a Brigada Partisana inició su repliegue de Mala y Velika Dereza lo que expuso a la ruta Dragović - Požega a las manos croatas- Al día siguiente, una compañía del Batallón Independiente HV 76 (Pakrac) junto con la Unidad de Policía Especial Omega Croata tomaron Dereza. La 127.° Brigada HV junto con la Brigada HV 136 liberaron las aldeas de Gornja, Srednja y Donji Grahovljani en las laderas de Papuk.
El 25 de diciembre, el puesto comando de la brigada se replegó hacia Omanovac (centro recreacional en Psunj). Entre ese día y el alto el fuego del 3 de enero (Plan Vance), la brigada recibió un batallón de tropas regulares de Pristina y otro de Ključ. Estas tropas organizaron la defensa en la región de la aldea de Kraguj y el área al norte de Brusnik. Con la Defensa Territorial de Eslavonia Occidental restante, se formó un nuevo batallón para organizar la defensa en la región de las aldeas de Šeovica y Japaga.
El 5 de enero de 1992, se completó una reunión de la brigada. En ese momento, la brigada consistía en el 1.° Batallón de Ključ, el 2.° Batallón de tropas de Priština y el 3.° Batallón con partes de la defensa territorial de Eslavonia Occidental. La brigada permaneció en la zona de Pakrac hasta el repliegue de tropas del JNA de Eslavonia Occidental.
Las pérdidas en la Guerra de Croacia fueron 35 muertos y 240 heridos.

### 1992. Operaciones en Bosnia
Con el alto al fuego en Eslavonia Occidental y el arribo de UNPROFOR a la zona, comenzó el repliegue gradual de la Brigada. El 20 de abril, el 2.° Batallón con tropas de Priština se retiró y fue transferido a Yugoslavia. Asimismo, algunos elementos ya se encontraban en el área de Prijedor, completándose el retiro a principios de julio de 1992. El 3 de julio, el Comando de la brigada se trasladó de Omanovac (Croacia) a la zona de Bistrica (Municipio de Prijedor).
El 20 de mayo, se reunió en Jaruge, el 1.er Batallón, formado por tropas de Eslavonia y algunos nuevos soldados. Participó en los enfrentamientos para la liberación de la aldea de Kozarac junto con el 1.° Batallón de la 43.ª Brigada Motorizada y partes del 2.° Batallón de la 5.ª brigada previamente posicionado en Gornji Garevci.
Entre el 24 y 25 de julio, tropas de la brigada se encontraban presentes en el ataque a la aldea Briševo (Prijedor). Según determinó el Tribunal Penal Internacional para la ex Yugoslavia durante el juicio a Ratko Mladić, al menos 68 personas civiles desarmadas fueron asesinadas.
El 26 de julio, el 3.° Batallón recibió órdenes de marchar a la aldea de Turjak para ser asignado al Grupo Táctico 3. Participó en combate en la región de las aldeas de Kolibe, Razljevi y Kostres.
El 1 de agosto de 1992, la brigada recibió órdenes de marchar sin el tercer batallón a lo largo de la ruta Bistrica - Prnjavor - Rudanka - Modriča - Pelagicevo para ser parte de la Operación Corredor cuyo objetivo era el ensanchamiento del corredor de Posavina. La brigada asumió posiciones en la región de las aldeas Avramovina, Donja Mionica, Petrov Gaj y se unió a la Unidad Táctica 4, de modo que el Comando de la brigada también sería el Comando de la Unidad Táctica 4 hasta el 4 de noviembre de 1992. Las operaciones resultaron en la liberación de las aldeas Brdjani, Turic, Liporasce, Visovi, Savici, Tramosnica, Srednja Slatina. La operación fue un éxito serbio.

### 1993 y 1994. Operaciones en Bosnia
El 19 de febrero de 1993, se formó el 4.° Batallón e inmediatamente se desplegó junto con la brigada.
El 1 de abril, el tercer Batallón de la 43.ª Brigada Motorizada se unió a la 5.ª Brigada para las operaciones en desarrollo. Después de ocupación de Bosanski Brod, el 3.° Batallón de la 5.ª Brigada que había sido desplegado en Turjak se mantuvo alejado de la unidad. El 9 de julio, la brigada se trasladó a Gradačac para desplegarse en el frente de Brčko en la región de las aldeas de Lukici - Ulice. Una compañía de tanques de la 1.ª Brigada de Tanques y una batería antiaérea fueron puestos en apoyo de la brigada en la aldea de Ulice.
A finales de 1993, la brigada participó en la toma de Srbobran (Donji Vakuf). A principios de 1994, la brigada regresó a la Krajina Bosnia y fue desplegada en las líneas a lo largo del río Sava.

### 1995. Operaciones en Bosnia
Durante el verano, el 2.° Batallón defendió la zona de Donji Vakuf. El resto la brigada se encontraba en proximidades de Brčko cuando entre mayo y junio se produjeron varios intentos de la ARBiH de capturar la localidad.
En el invierno, la brigada participó en la defensa de la Republika Srpska contra los ataque de la ARBiH y el HVO, como parte de la Operación Vaganj durante la caída de los municipios del oeste de Krajina en 1995. Una de las pocas brigadas que no fue destruida en los combates del oeste de la Krajina.

## Orden de Batalla

### Organización y personal
Durante el despliegue en Eslavonia occidental, la 5.ª Brigada no pudo movilizar todo su poder de combate logrando solo el 42% de su fuerza. A principios de 1992, la brigada fue inspeccionada por el personal del V Cuerpo que informó que fue movilizada al 47% de su fuerza (un total de 2,065 hombres). A pesar de esto, se informó que "la satisfacción de los hombres es visible, están motivados y, en general, es posible contar con la unidad y su desempeño exitoso de la tarea de combate. También debe tenerse en cuenta que para fines de mayo de 1992 , debido a la continua movilización, la fuerza de la brigada había aumentado considerablemente a un total de 5,806 hombres, una cifra que estaba por encima de la fuerza establecida de la unidad.
En febrero de 1992, con personal adicional, la fuerza efectiva de la 5.ª Brigada Kozara era de 1841 hombres. En mayo de 1992, esta cifra se había reducido ligeramente, posiblemente debido a la retirada de parte del personal adjunto, sin embargo, la brigada todavía tenía una fuerza de 1.423 hombres. Aunque algunos elementos de la 5.ª Brigada Kozara se ubicaron en el área de Prijedor, parte de la brigada permaneció en la Eslavonia Occidental y finalmente se retiró de dicha área a principios de julio de 1992.
La brigada contaba inicialmente con tres batallones de infantería, sumándosele uno más a inicio de 1993.

### Guarnición
El asiento de paz (lugar donde se encontraba guardado su material y equipo) de la 5.ª Brigada Kozara era el Cuartel Žarko Zgonjanin (44°59′18.38″N 16°43′21.56″E / 44.9884389, 16.7226556) en Prjedor, entonces parte de la República Socialista de Bosnia y Herzegovina (Yugoslavia)
En 1991, las siguientes unidades de las TO estaban estacionadas en Prijedor:
- 143.ª Brigada Motorizada (cuartel de Žarko Zgonjanin, ubicado en Urije - Prijedor). Al comienzo de la guerra, esta brigada fue renombrada como la 343 Brigada Motorizada y más tarde en la 43.ª Brigada Motorizada.
- Parte principal de la 5.ª Brigada Partisana (cuartel de Žarko Zgonjanin, con armamento y equipo). El nombre de la 5.ª Brigada Partisana también se cambió en el curso de la guerra de Bosnia a 5.ª Brigada Kozara.
- En cuanto a las unidades del TO en Prijedor, estaba el destacamento Dr. Mladen Stojanović, cuyo nivel era similar al de un batallón, y un destacamento especial de reconocimiento y sabotaje de nivel sección.
- También había numerosas unidades TO de comunidades y empresas locales. El tamaño de estas unidades dependía del tamaño de las comunidades y empresas locales variando el nivel de una sección a una compañía.
- Además de las unidades militares en el territorio de la Municipalidad de Prijedor, también estaba el Servicio de Seguridad Pública Prijedor (SJB) (policía) con sus estaciones de policía en Ljubija, Omarska y Kozarac.

### Comandantes
El comandante de la brigada fue el Coronel Pero Čolić y el Jefe de Estado Mayor Major Ostoja Barašin.

### Equipamiento
La 5.ª Brigada Kozara fue creada como una formación territorial dentro de las fuerzas del Ejército de la ex Yugoslavia para llevar a cabo la guerra en la región del municipio de Prijedor. Al inicio de las operaciones, el entrenamiento, el equipamiento y la preparación para el combate fueron extremadamente modestos debido a la indiferencia de las autoridades políticas locales responsables.

## Homenajes
La 5.ª Brigada Kozara fue una de las pocas brigadas dentro del Ejército de la República Srpska que ha recibido la Orden de Nemanjic, el mayor reconocimiento otorgado por Ejército de la República Srpska.
La canción 5. Kozarska brigada del cantante Roki Vulović de 1993 está dedicado a la 5.ª Brigada Kozara y sus combatientes.

## Enlaces relacionados
- 5.º Cuerpo del Ejército Popular Yugoslavo
- 2.ª Brigada de la Krajina.
- 343.ª Brigada Motorizada del JNA o 43.ª Brigada Motorizada del Ejército de la República Srpska.
- 6.ª Brigada Partisana de las TO Bosnia o 6.ª Brigada de Infantería Sana del Ejército de la Republika Srpska.
- Orden de Batalla de las Fuerzas de Defensa Territorial de la Región Autónoma Serbia de Eslavonia Occidental.
- Pakrac durante la Guerra de Croacia.
- Nova Gradiška durante la Guerra de Croacia.
- Matanza en Briševo en julio de 1992.